# Pitture rupestri del Parco nazionale di Canaima
Le pitture rupestri del Parco Nazionale di Canaima sono un insieme di antiche rappresentazioni artistiche scoperte in Venezuela, che potrebbero appartenere a una cultura finora sconosciuta . Datate a circa 4.000 anni fa, queste opere d'arte rupestre sono state trovate in diversi siti della regione e presentano figure umane, animali e simboli astratti realizzati con ocra rossa .

## Scoperta e ubicazione
Le pitture sono state individuate in diverse località del Parco Nazionale di Canaima, una vasta area protetta nel sud-est del Venezuela, caratterizzata da imponenti formazioni rocciose e foreste pluviali . Questo parco è noto per i suoi tepui (montagne a cima piatta) e per l'iconica cascata Salto Ángel, la più alta del mondo . I ritrovamenti sono stati documentati da un team internazionale di archeologi che ha esplorato la regione, scoprendo oltre 80 gruppi di pitture distribuiti in più di 50 siti differenti . Le immagini sono state realizzate principalmente con ocra rossa, un pigmento naturale ottenuto da minerali ferrosi .

## Descrizione delle pitture
Le pitture rupestri di Canaima rappresentano una varietà di soggetti, tra cui:
- Figure antropomorfe: sagome stilizzate di esseri umani, alcune delle quali sembrano impegnate in attività rituali o di caccia [1].
- Figure zoomorfe: raffigurazioni di animali, tra cui cervidi, rettili e uccelli, che potrebbero avere un significato simbolico o religioso [2].
- Motivi geometrici e astratti: segni e schemi di difficile interpretazione, che potrebbero rappresentare mappe, costellazioni o elementi rituali [3].

L'uso dell'ocra rossa è una caratteristica comune nell'arte rupestre preistorica e potrebbe indicare un'importanza rituale o spirituale .

## Ipotesi sulla cultura autrice
La scoperta di queste pitture suggerisce l'esistenza di una cultura finora sconosciuta, attiva nell'area migliaia di anni fa . Gli studiosi ipotizzano che si trattasse di una popolazione indigena che abitava la regione prima dell’arrivo delle culture note nella storia precolombiana . Alcuni ricercatori ritengono che le pitture possano essere collegate alle attuali etnie indigene della zona, come i Pemón, che abitano il Parco Nazionale di Canaima . Tuttavia, le datazioni preliminari indicano che l'arte rupestre potrebbe precedere di molto la loro presenza documentata .

## Importanza archeologica e conservazione
Questa scoperta rappresenta un'importante aggiunta alla conoscenza dell'arte rupestre sudamericana e potrebbe fornire nuove informazioni sulla migrazione e sull'evoluzione delle culture indigene del continente . Attualmente, le pitture rupestri sono vulnerabili all'erosione naturale e al cambiamento climatico, perciò gli archeologi stanno lavorando per documentarle dettagliatamente e sviluppare strategie per la loro conservazione .